# Грир, Майк
Майк Грир (англ. Mike Grier; род. 5 января 1975, Детройт) — американский хоккеист, нападающий, игравший в НХЛ с 1996 по 2011 годы.

## Карьера

### Клубная
На драфте НХЛ в 1993 году был выбран в 9-м раунде под общим 219-м номером клубом «Сент-Луис Блюз». Он продолжил хоккейную карьеру, играя за команду Бостонского университета, по итогам сезона 1009/95 он был назван первой звездой команды.
Вместе с вратарём Кертисом Джозефом был обменян в «Эдмонтон Ойлерз», за который он играл с 1996 по 2002 год.
2 октября 2002 года был обменян в «Вашингтон Кэпиталз», за который он играл до 4 марта 2004 года, пока не был обменян в «Баффало Сейбрз» на Якуба Клепиша. В сезоне 2005/2006 в составе «Баффало» дошёл до финала Востока, регулярно забивая в плей-офф Кубка Стэнли, в том числе и четыре победные шайбы.
Став свободным агентом подписал контракт с «Сан-Хосе Шаркс», за который играл три сезона.
10 августа 2009 года вернулся в «Баффало»; по итогам сезона 2009/10 он стал вторым игроком команды по числу реализованных буллитов. 3 ноября 2010 года сыграл 1000-й матч в НХЛ, соперником команды был «Бостон Брюинз», матч завершился победой «Бостона» со счётом 5:2. При этом он стал 254-м игроком в истории НХЛ, сыгравший 1000 матчей.
Объявил о завершении карьеры 1 декабря 2011 года.

### Международная
В составе сборной США стал бронзовым призёром на ЧМ-2004.

## После завершения карьеры
После окончания карьеры работал скаутом в «Чикаго Блэкхокс», а затем помощником главного тренера «Нью-Джерси Девилз». 5 июля 2022 года стал генеральным менеджером клуба «Сан-Хосе Шаркс», за который он играл с 2006 по 2009 годы. Помимо этого он стал первым темнокожим генеральным менеджером в истории НХЛ. 